# Шампо-э-ла-Шапель-Помье
Шампо́-э-ла-Шапе́ль-Помье́ (фр. Champeaux-et-la-Chapelle-Pommier) — коммуна во Франции, находится в регионе Аквитания. Департамент — Дордонь. Входит в состав кантона Брантом. Округ коммуны — Нонтрон.
Код INSEE коммуны — 24099.

## География

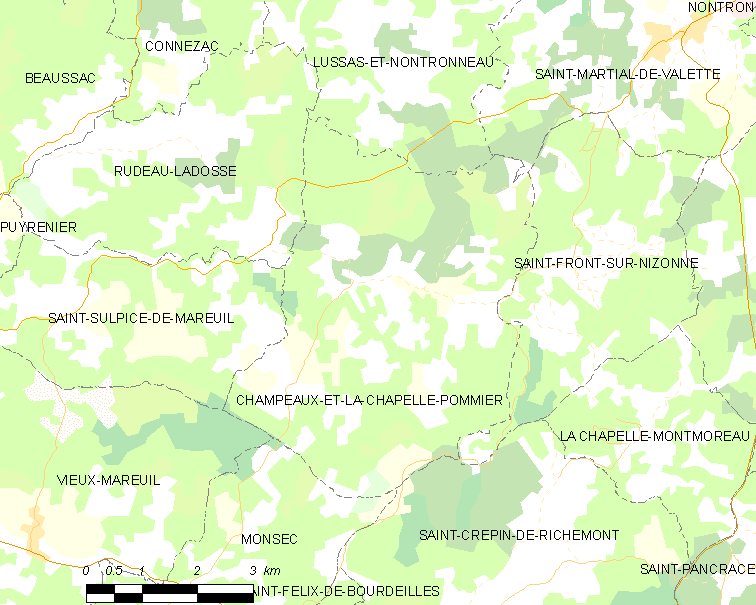
Карта коммуны

Коммуна расположена приблизительно в 400 км к югу от Парижа, в 115 км северо-восточнее Бордо, в 34 км к северу от Перигё.
По территории коммуны протекает река Низон.

### Климат
Климат умеренный океанический со средним уровнем осадков, которые выпадают преимущественно зимой. Лето здесь долгое и тёплое, однако также довольно влажное, здесь не бывает регулярных периодов летней засухи. Средняя температура января — 5 °C, июля — 18 °C. Изредка вследствие стечения неблагоприятных погодных условий может наблюдаться непродолжительная засуха или случаются поздние заморозки. Климат меняется очень часто, как в течение сезона, так и год от года.

## Население
Население коммуны на 2010 год составляло 157 человек.
| 1962 | 1968 | 1975 | 1982 | 1990 | 1999 | 2010 |
| ---- | ---- | ---- | ---- | ---- | ---- | ---- |
| 297  | 240  | 224  | 184  | 200  | 173  | 157  |

## Администрация
| Период | Период | Фамилия       | Партия                  | Примечания        |
| ------ | ------ | ------------- | ----------------------- | ----------------- |
| 1989   | 2014   | Пьер Брежассу | Социалистическая партия | фермер, пенсионер |
| 2014   | 2020   | Макс Ремондо  |                         |                   |

## Экономика
В 2010 году среди 93 человек трудоспособного возраста (15-64 лет) 64 были экономически активными, 29 — неактивными (показатель активности — 68,8 %, в 1999 году было 63,3 %). Из 64 активных жителей работали 56 человек (30 мужчин и 26 женщин), безработных было 8 (4 мужчины и 4 женщины). Среди 29 неактивных 1 человек был учеником или студентом, 19 — пенсионерами, 9 были неактивными по другим причинам.

## Достопримечательности
- Церковь Св. Фиакра (XII век). Исторический памятник с 2008 года[5]
- Церковь Св. Мартина (XIII век). Исторический памятник с 1948 года[6]
- Замок Бернардьер (XII век). Исторический памятник с 1948 года[7]
- Замок Пюишени (XV век)[8]
- Пещера Фон-Барже с доисторическими рисунками (поздний палеолит). Исторический памятник с 1989 года[9]

## Фотогалерея

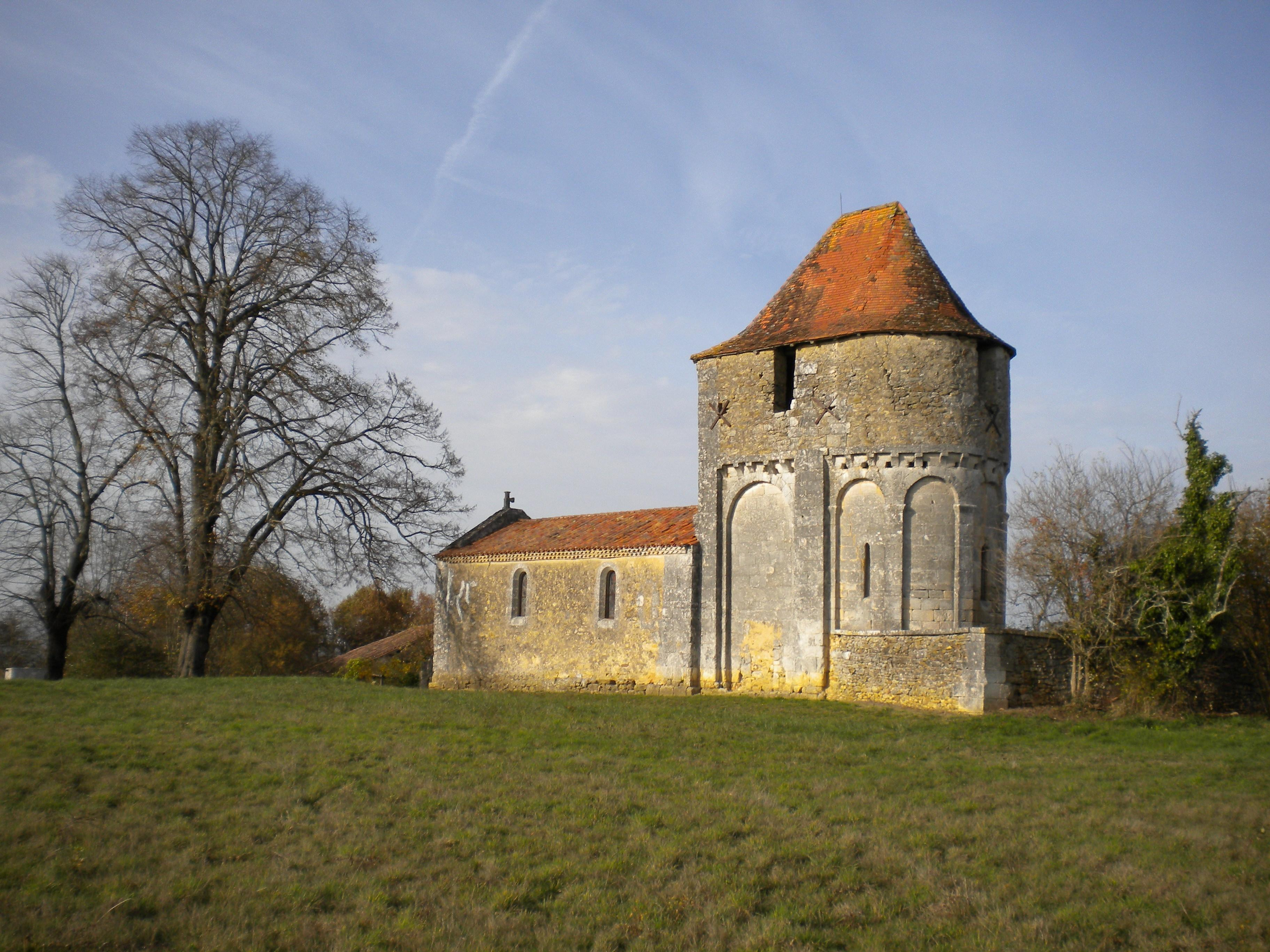
Церковь Св. Фиакра
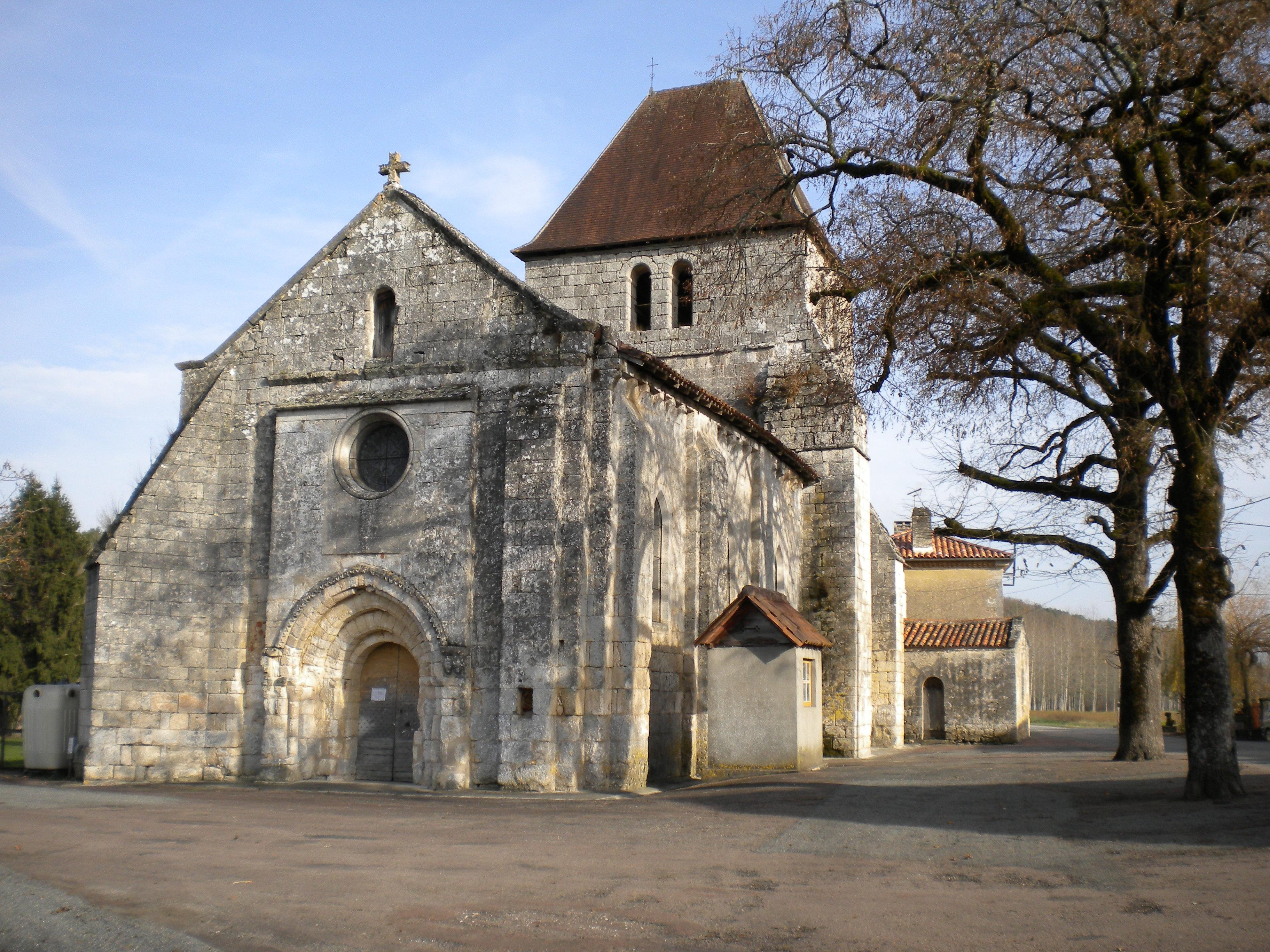
Церковь Св. Мартина
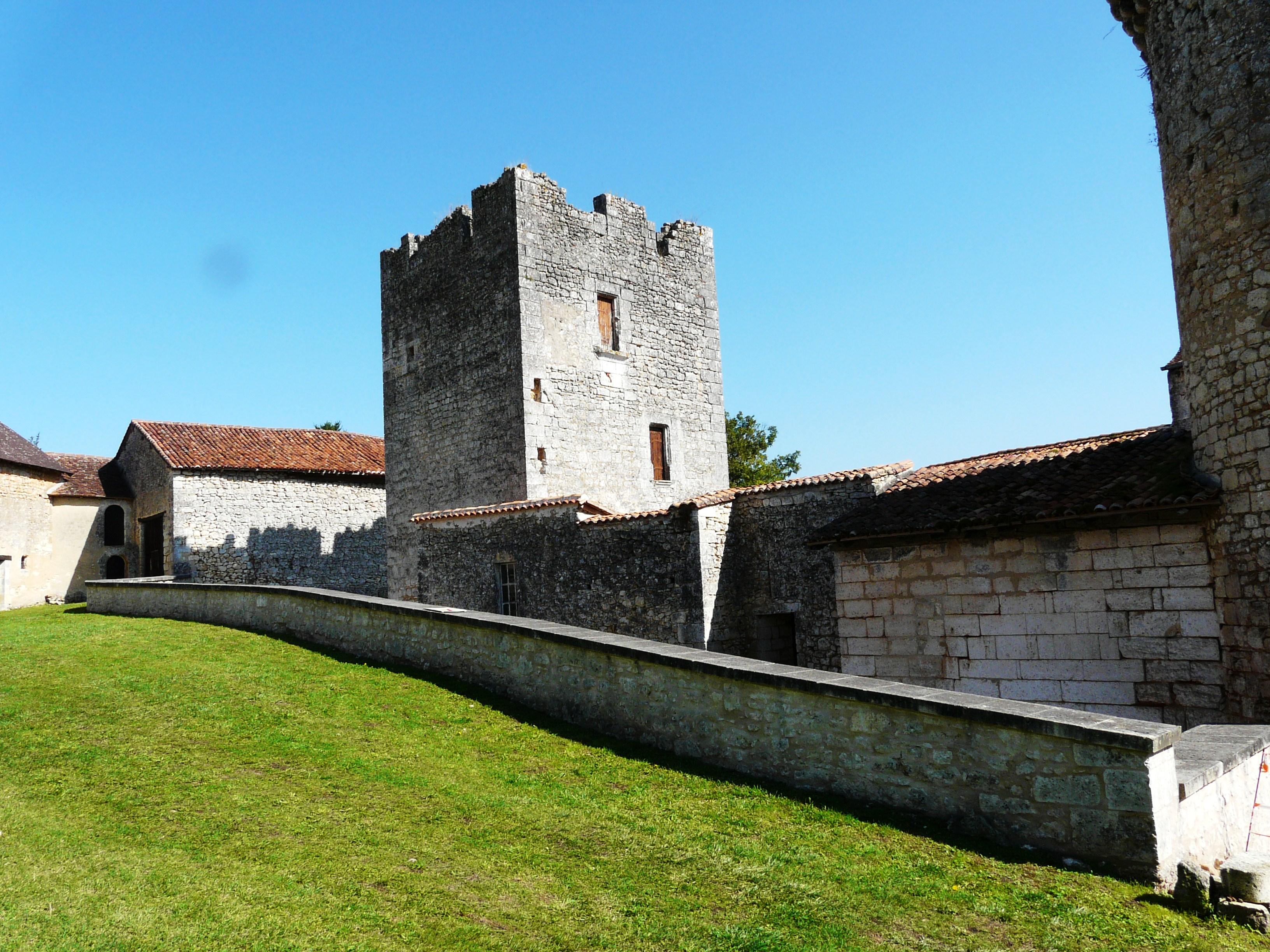
Замок Бернардьер
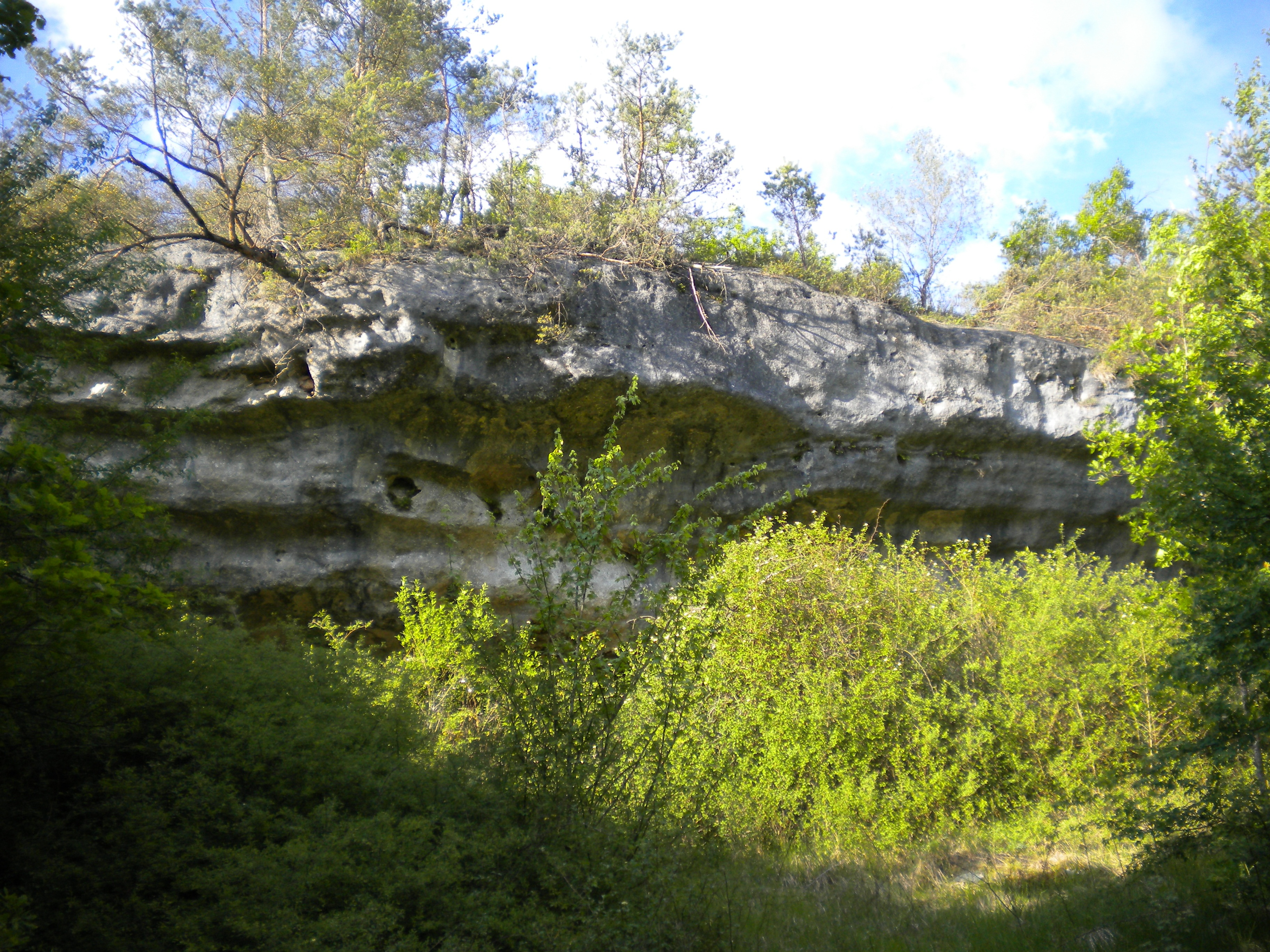
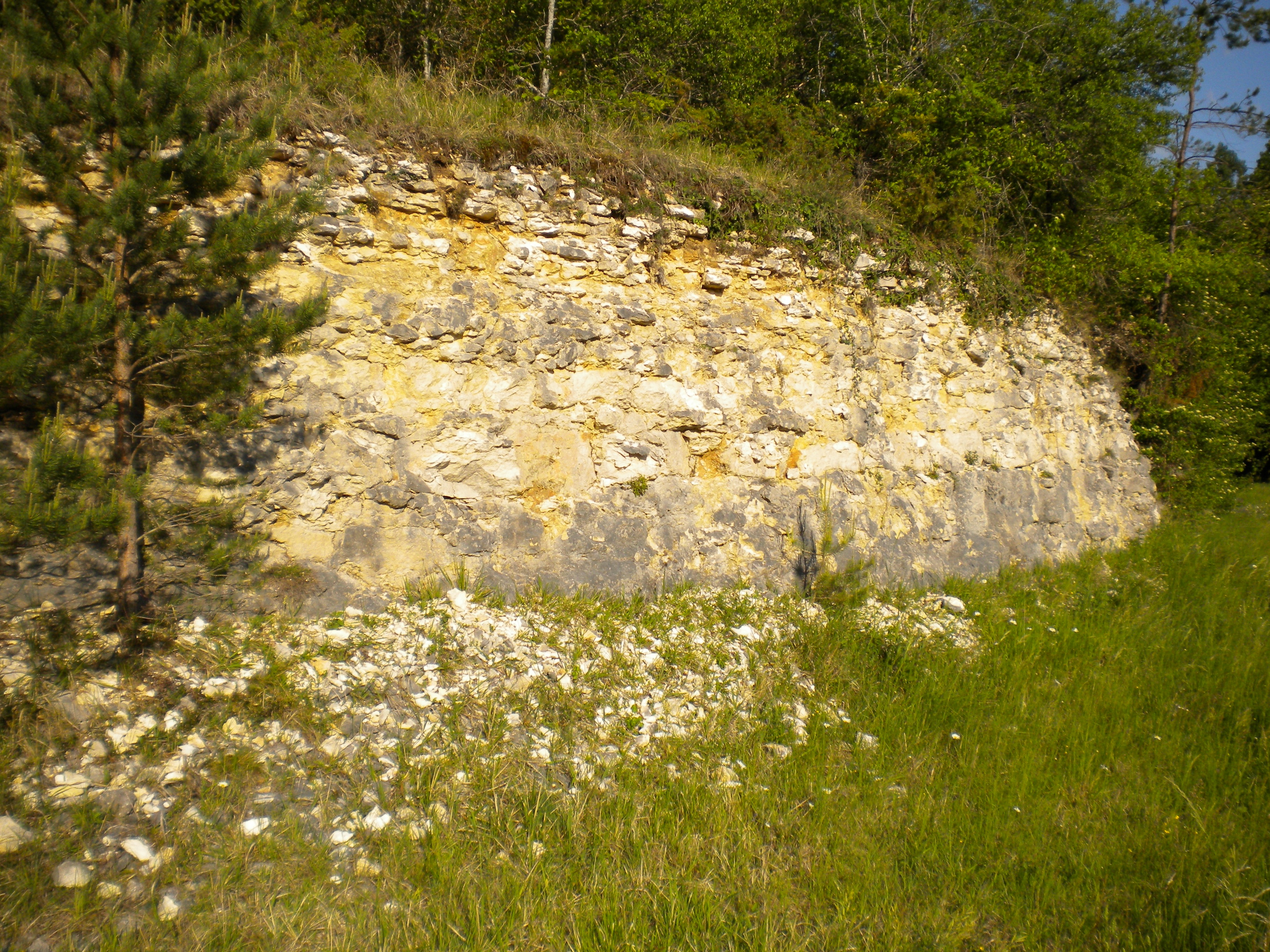